# Углы (Рогачёвский район)
Углы (бел. Вуглы) — деревня в Столпнянском сельсовете Рогачёвского района Гомельской области Беларуси.

## География

### Расположение
В 36 км на юго-восток от Рогачёва, 23 км от железнодорожной станции Салтановка (на линии Гомель — Жлобин), 103 км от Гомеля.

### Гидрография
На западе мелиоративные каналы.

## Транспортная сеть
Транспортные связи по просёлочной, затем автомобильной дороге Столпня — Гадиловичи. Планировка состоит из прямолинейной меридиональной улицы, к которой в центре присоединяются 2 короткие параллельные улицы. Застройка двусторонняя, деревянная, усадебного типа.

## История
По письменным источникам известна с XVIII века как деревня в Городецкой волости Рогачёвского уезда Могилёвской губернии. По ревизии 1816 года владение помещика Маковецкого. В 1858 году владение Ходкевичей. С 1880 года действовал хлебозапасный магазин. Согласно переписи 1897 года действовали школа грамоты, кузница, винный магазин, мельница. В 1909 году 747 десятин земли. В 1930 году организован колхоз «Ударник», работала ветряная мельница. Во время Великой Отечественной войны 58 жителей погибли на фронте.

## Население

### Численность
- 2004 год — 54 хозяйства, 90 жителей.

### Динамика
- 1816 год — 15 дворов.
- 1858 год — 22 двора, 152 жителя.
- 1897 год — 51 двор, 334 жителя (согласно переписи).
- 1909 год — 53 двора, 461 житель.
- 1925 год — 101 двор.
- 1959 год — 490 жителей (согласно переписи).
- 2004 год — 54 хозяйства, 90 жителей.